# Association Sportive des Forces Armées Nigériennes
Association Sportive des Forces Armées Nigériennes of ASFAN is een Nigerese voetbalclub, bestuurd door het Nigerese leger. 

## Erelijst
West-Afrikaans clubkampioenschap
1996
Landskampioen
1971, 1975, 2010, 2016, 2017
Beker van Niger
1995, 2009, 2010
Nigerese Supercup
2009, 2010